# Ricky Ledo
Ricardo Julio „Ricky” Ledo (ur. 10 września 1992 w Providence) – amerykański koszykarz portorykańskiego pochodzenia, występujący na pozycji obrońcy, obecnie zawodnik Lokman Hekim Fethiye Belediyespor.
W 2012 wystąpił w dwóch meczach gwiazd amerykańskich szkół średnich – All-American Championship, Jordan Classic. Do NBA trafił bezpośrednio po ukończeniu szkoły średniej w 2013.
27 marca 2018 został zawodnikiem portorykańskiego Vaqueros de Bayamón. 26 lipca 2018 związał się z włoskim Grissin Bon Reggio Emilia.
6 sierpnia 2019 dołączył do Anwilu Włocławek.
27 lutego 2021 zawarł kontrakt z tureckim Lokman Hekim Fethiye Belediyespor.

## Osiągnięcia
Stan na 28 lutego 2021, na podstawie, o ile nie zaznaczono inaczej.
Drużynowe
- Brąz:
  - ligi hiszpańskiej (2017)
  - mistrzostw Polski (2020)
- Zdobywca:
  - Pucharu Polski (2020)[6]
  - Superpucharu Polski (2019)[7]

Indywidualne
- MVP kolejki EBL (4, 15 – 2019/2020)[8][9]
- Zaliczony do I składu EBL (2020 przez dziennikarzy)[10]
- Uczestnik meczu gwiazd D-League (2016)
- Lider strzelców ligi tureckiej (21,1 – 2017)

Reprezentacja
- Brązowy medalista turnieju Nike Global Challenge (2011)